# Dollaro della Guyana
Il dollaro guyanese (codice ISO 4217 GYD) è la valuta delle Guyana (l'ex-Guyana britannica) dal 1839. Normalmente è abbreviato con il simbolo di dollaro $, o a volte con GY$ per distinguerlo da altre valute che si chiamano dollaro. Dal 1955 è stato suddiviso in 100 cent, anche se a causa dell'inflazione le monete espresse in cent non sono più usate.

## Storia
Il dollaro fu introdotto nel 1839. Valeva 4 shilling e 2 penny della sterlina britannica e sostituiva il precedente guilder con un tasso di 1 dollaro = 3⅛ guilder.
Dal 1935 il dollaro della Guiana britannica era equivalente al Dollaro delle Indie occidentali britanniche (British West Indies dollar, BWI$). La produzione di cartamoneta specifica della Guiana britannica terminò nel 1942 e le banconote locali furono sostituite dalle banconote del BWI$ nel 1951. Nel 1955, il BWI$ fu decimalizzato e la monetazione fu emessa a nome dei "British Caribbean Territories, Eastern Group". Nel 1965, il dollaro dei Caraibi orientali (East Caribbean dollar - EC$) sostituì il BWI$ e circolò nella Guiana britannica per un anno finché, a seguito all'indipendenza del 1966, fu introdotto il dollaro della Guyana in sostituzione del dollaro dei Caraibi orientali alla pari.

## Monete
Dopo l'introduzione del dollaro nel 1839, le monete britanniche continuarono a circolare accanto alla monete da 2 e 4 penny emesse negli altri paesi delle Indie occidentali britanniche. Le monete da 2 penny emesse nel 1838, 1843 e 1848 erano dello standard delle Maundy money, mentre le monete da 4 penny recavano l'immagine della Britannia. Tra il 1891 ed il 1916, furono emesse monete da 4 penny specifiche per "British Guiana and West Indies" e tra il 1917 ed il 1945 per la "British Guiana". Nel 1916 ci fu anche la prima emissione di carta moneta del Governo della British Guiana, nei valori di 1, 2, 5, 20 e 100 dollari.
Nel 1966 furono introdotte monete dai valori di 1, 5, 10, 25 e 50 cent. Le monete da 1 e 5 cent furono coniate in nichel-ottone, e gli altri valori in cupronichel. Nel 1996 l'inflazione elevata causò l'introduzione delle monete da 1, 5 e 10 dollari. Le moneta da 1 e 5 dollari sono battute in acciaio rivestito di rame. Le monete da 10 dollari sono battute in acciaio rivestito di nichel ed hanno forma di ettagono.

## Banconote
Le banconote private sono state introdotte alla fine del XIX secolo dalla British Guiana Bank e dalla Colonial Bank. Entrambe emisero biglietti da 5, 20 e 100 dollari. La British Guiana Bank emise banconote fino al 1907, e la Colonial Bank fino al 1917. La Colonial Bank fu acquisita dalla Barclays Bank, che emise banconote nei valori da 5, 10, 20 e 100 dollari tra il 1926 ed il 1941.
Nel 1909 la Royal Bank of Canada introdusse banconote da 100 dollari, seguite nel 1913 da banconote da 5 e 20 dollari. Dal 1920, le banconote avevano anche il valore in sterline. I 100 dollari furono emessi fino al 1920, ed i 5 ed i 20 dollari fino al 1938.
Nel 1966, con l'indipendenza, furono introdotte le nuove banconote con i valori da 1, 5, 10, e 20 dollari. Una seconda serie è stata emessa tra il 1989 ed il 1992 ed è formata da biglietti da 20, 100 e 500 dollari. La serie 1996-1999 comprende i 20, 100, 500 e 1000 dollari. La serie 2000-2002 comprende banconote da 500 e 1000 dollari. Nuove banconote da 100 e 1000 dollari sono state emesse nel 2005 con nuove caratteristiche di sicurezza.